# Colossendeis oculifera
Colossendeis oculifera är en havsspindelart som beskrevs av Stock, J.H. 1963. Colossendeis oculifera ingår i släktet Colossendeis och familjen Colossendeidae. Inga underarter finns listade i Catalogue of Life.